# Irina Uszakowa
Irina Wasiljewna Uszakowa (ros. Ирина Васильевна Ушакова, ur. 29 września 1954 w Homlu) – białoruska florecistka reprezentująca ZSRR, srebrna medalistka olimpijska i trzykrotna medalistka mistrzostw świata.
Na igrzyskach olimpijskich w Moskwie w 1980 roku reprezentacja ZSRR w składzie: Walentina Sidorowa, Naila Gilazowa, Jelena Biełowa, Irina Uszakowa i Łarisa Cagarajewa zdobyła drużynowo srebrny medal. W rywalizacji indywidualnej nie startowała. Był to jej jedyny występ olimpijski.
Podczas mistrzostw świata w Melbourne w 1979 roku wspólnie z Jeleną Biełową, Walentiną Sidorową, Nailą Gilazową i Hanną Dmytrenko wywalczyła złoty medal w turnieju drużynowym. W tej samej konkurencji zdobyła także złoty medal na mistrzostwach świata w Clermont-Ferrand (1981) i brązowy na mistrzostwach świata w Barcelonie (1985).
Trenowała w Klubie Dynamo Mińsk. Mieszka w Mińsku